# Saint-Anthème
Saint-Anthème település Franciaországban, Puy-de-Dôme megyében. Lakosainak száma 708 fő (2022. január 1.). Saint-Anthème Bard, Gumières, Lérigneux, Roche-en-Forez, Saint-Bonnet-le-Courreau, Verrières-en-Forez, Grandrif, Saint-Clément-de-Valorgue, Saint-Romain és Valcivières községekkel határos.

## Népesség
A település népessége az elmúlt években az alábbi módon változott:
| Lakosok száma | 719  | 703  | 716  | 698  | 702  | 706  | 707  | 707  | 708  |
|               | 2013 | 2015 | 2016 | 2017 | 2018 | 2019 | 2020 | 2021 | 2022 |